# Creierul (film din 1962)
Creierul (titlu original: The Brain) este un film britanic din 1962 regizat de Freddie Francis. În rolurile principale joacă actorii Anne Heywood, Peter van Eyck, Cecil Parker și Bernard Lee.

## Prezentare
Creierul unui om de afaceri milionar este ținut în viață după un accident fatal și dezvăluie indicii unui medic aflat pe urmele criminalului.

## Distribuție
- Anne Heywood - Anna Holt
- Peter van Eyck - Dr. Peter Corrie
- Cecil Parker - Stevenson
- Bernard Lee - Dr. Frank Shears
- Jeremy Spenser - Martin Holt
- Maxine Audley - Marion Fane
- Ellen Schwiers - Ella
- Siegfried Lowitz - Mr. Walters
- Hans Nielsen - Immerman
- Jack MacGowran - Furber
- Miles Malleson - Dr. Miller
- George A. Cooper - Thomas Gabler
- Victor Brooks - Farmer at Crash Site (nemenționat)
- Allan Cuthbertson - Da Silva (nemenționat)
- John Junkin - Frederick (nemenționat)
- Bryan Pringle - Dance-Hall MC (nemenționat)
- Patsy Rowlands - Young Woman at Dance Hall (nemenționat)
- Alister Williamson - Inspector Pike (nemenționat)

## Vezi și
- Listă de filme britanice din 1962